# NGC 3327
NGC 3327 је спирална галаксија у сазвежђу Мали лав која се налази на NGC листи објеката дубоког неба.
Деклинација објекта је + 24° 5' 30" а ректасцензија 10h 39m 57,8s. Привидна величина (магнитуда) објекта NGC 3327 износи 13,4 а фотографска магнитуда 14,2. NGC 3327 је још познат и под ознакама UGC 5803, MCG 4-25-38, CGCG 124-51, PGC 31729.